# Fryderyk Franciszek II
Fryderyk Franciszek II (ur. 28 lutego 1823 w Ludwigslust, zm. 15 kwietnia 1883 w Schwerinie) – wielki książę Meklemburgii i Schwerinu; panował od 7 marca 1842 do 15 kwietnia 1883. Był synem wielkiego księcia Pawła Fryderyka i jego żony Aleksandry Hohenzollern.

## Życie
Po śmierci ojca Pawła Fryderyka, Fryderyk Franciszek II. został w wielu 19 lat Wielkim Księciem Mecklenburgii-Schwerinu. Fryderyk Franciszek II. dużo podróżował. Między innymi do Rosji, Włoch oraz do Azji. Pod wpływem wydarzeń rewolucyjnych z lat 1848–1849 Fryderyk Franciszek II. zgodził się nadać księstwu konstytucję. W 1864 roku, w czasie wojny niemiecko-duńskiej otrzymał propozycję wystawienia swojego korpusu. Odmówił jednak ze względu na bliskość granicy z Danią, a także z uwagi na fakt, iż był osobistym przyjacielem króla Danii. W wojnie francusko-niemieckiej walczył jako dowódca korpusu 6. Dywizji Kawalerii (14 i 15 Brygady), a od 1 września 1870 roku jako dowódca XIII armii.
Fryderyk Franciszek II w polityce wewnętrznej do roku 1848 osiągnął niewiele. Koniecznym socjalnym i gospodarczym zmianom przeciwstawiało się nadmorskie mieszczaństwo i potentaci ziemscy jako konserwatywne siły w kraju. Dopiero wydarzenia lat 1848/49 sprawiły, iż uchylona została coraz bardziej odczuwana jako anachronizm konstytucja stanowa. Pod naciskiem meklemburskiego ruchu reformy, ze sprytnym pociąganiem za sznurki przez pierwszego ministra Ludwika von Lützow, unieważniono w sierpniu 1849 ustawę zasadniczą jako konstytucję i w Meklemburgii-Schwerin wprowadzono zasadę równości. Stara konstytucja stanowa przestała istnieć, arystokracja jako stan została zlikwidowana. Tak jak w innych częściach Niemiec, tak samo w Meklemburgii wprowadzone przez rewolucję zmiany nie trwały długo.
Fryderyk Franciszek nie mógł się przeciwstawić antyreakcyjnej falandze miejscowego rycerstwa, wielkiemu księciu von Mecklenburg-Strelitz i królowi Prus Fryderykowi Wilhelmowi IV (swojemu wujowi), do tego był religijnie i antydemokratycznie usposobiony przez krewnych i rodzinę. Skrupuły religijne, nacisk z wielu stron i zagrożenie z Prus, że w razie konieczności ich oddziały wkroczą do Meklemburgii-Schwerin, spowodowały zmianę obozu przez wielkiego księcia. Ostrożnie konserwatywny reformator von Lützow musiał ustąpić, restytuowano ustawę zasadniczą, stan rzeczy sprzed rewolucji w kraju został przywrócony. Kontrreakcja zwyciężyła.

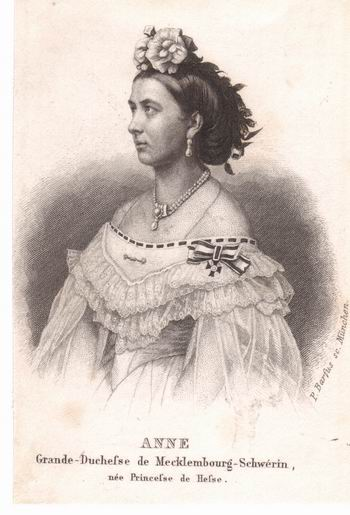
Księżniczka Anna von Hessen-Darmstadt

Wraz z przystąpieniem do Związku Północnoniemieckiego w 1867 roku wprowadzono także w Meklemburgii ogólne i równe prawo wyborcze, przynajmniej dla wyborów do północnoniemieckiego Reichstagu. W wojnie francusko-pruskiej wielki książę próbował poprzez dowództwo nad oddziałami przynajmniej w dziedzinie militarnej i poza krajem osiągnąć sukces i satysfakcję, co mu w ojczyźnie, gdzie pozostawał wielokrotnie zależny od silnego rycerstwa, nie chciało się udać. Ale także tutaj Fryderyk Franciszek II był w najlepszym wypadku przeciętny, co widoczne jest w jego przekonującej korekcie (auto-) prezentacji jego osoby jako bohatera zjednoczeniowych wojen pruskich. 

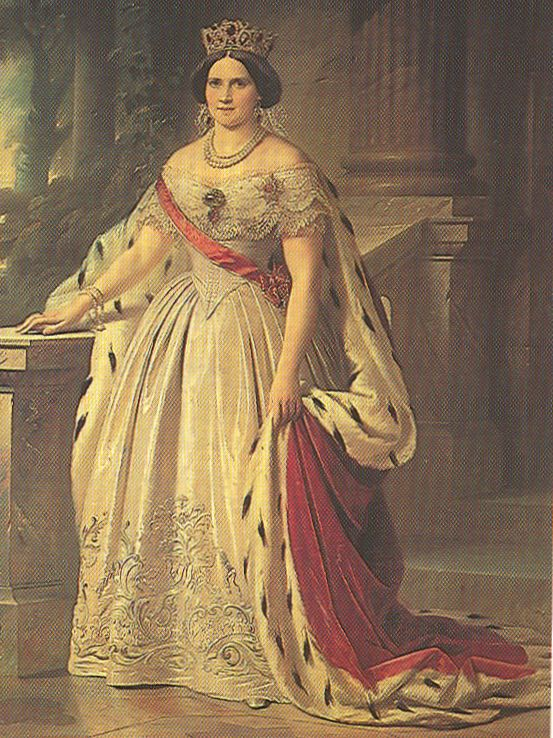
Księżniczka Augusta Reuß zu Schleiz-Köstritz

Fryderyk Franciszek II z wiary w Boga starał się stworzyć fundamentalne podstawy swojego rozumienia roli monarchy, czuł się jednak często niedostatecznie przygotowany do tego zadania. Jego obstawanie przy stworzonej przez rewolucję wyższej radzie kościelnej i rozwój luteranizmu służyły chrześcijańskiej prawowitości domu wielkiego księcia i wskazują na wzmocnienie monarchistycznych wymagań jako władcy. Prywatna i charytatywna funkcja rodziny wielkiego księcia jako przykładu, która wynoszona była na zewnątrz poprzez przedstawianie jej na obrazach, pokazywana jest wraz z przebudową zamku i inscenizacją wiejskiej idylli jako azylu. Wielki książę w wojnach zjednoczeniowych 1866 i 1870 istotnie przyczynił się do rozwinięcia nowoczesnej świadomości narodowej. 

## Małżeństwa i rodzina
Fryderyk Franciszek II. był trzykrotnie żonaty. Z wszystkich trzech małżeństw doczekał się jedenaściorga dzieci. Dużo problemów przysparzał Fryderykowi Franciszkowi II. najstarszy syn i następca tronu, przyszły wielki książę Fryderyk Franciszek III., który od dzieciństwa przewlekle chorował, przez co wymagał troskliwej opieki i specjalnego traktowania. Fryderyk Franciszek II. zmarł 15 kwietnia 1883 roku.

## Potomstwo
Z pierwszego małżeństwa z księżniczką Augustą Reuß zu Schleiz-Köstritz (1822–1862), miał wielki książę sześcioro dzieci:
- Fryderyk Franciszek III (1851–1897)

∞ 1879 Anastazja Romanowa (1860–1922)
- Paweł Fryderyk (1852–1923)

∞ 1881 księżniczka Maria von Windisch-Graetz (1856–1929)
- Maria (1854–1920)

∞ Wielki Książę Włodzimierz Aleksandrowicz Romanow (1847–1909)
- Mikołaj (1855–1856)
- Jan Albrecht (1857–1920)

∞ 1886 księżniczka Elżbieta von Sachsen-Weimar-Eisenach (1854–1908)
∞ 1909 księżniczka Elżbieta zu Stolberg-Roßla (1885–1969)
- Aleksander (1859–1859)

Z drugą żoną księżniczką Anną Hessen-Darmstadt (1843–1865) miał Fryderyk Franciszek II jedno dziecko:
- Anna (1865–1882)

Z trzeciego i ostatniego małżeństwa z księżniczką Marią Schwarzburg-Rudolstadt (1850–1922) urodziło się natomiast wielkiemu księciu czworo dzieci:
- Elżbieta (1869–1955)

∞ 1896 Wielki Książę Fryderyk August II (1852–1931)
- Fryderyk Wilhelm (1871–1897)
- Adolf Fryderyk (1873–1969),

∞ 1917 księżniczka Wiktoria Feodora Reuß (1889–1918)
∞ 1924 księżniczka Elisabeth zu Stolberg-Roßla (1885–1969)
- Henryk (1876–1934)

∞ 1901 królowa Wilhelmina (1880–1962)

## Galeria

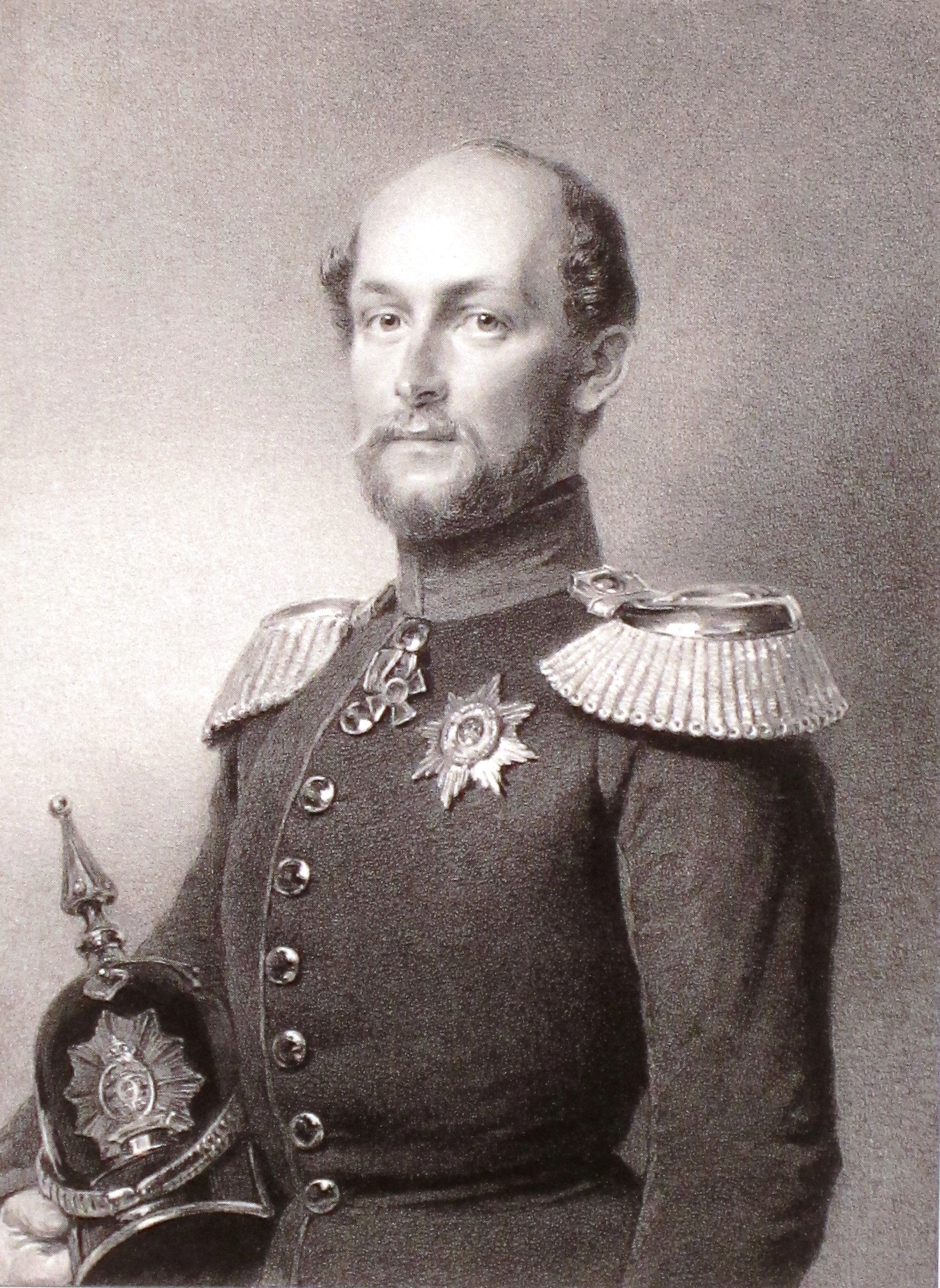
Wielki Książę Fryderyk Franciszek II
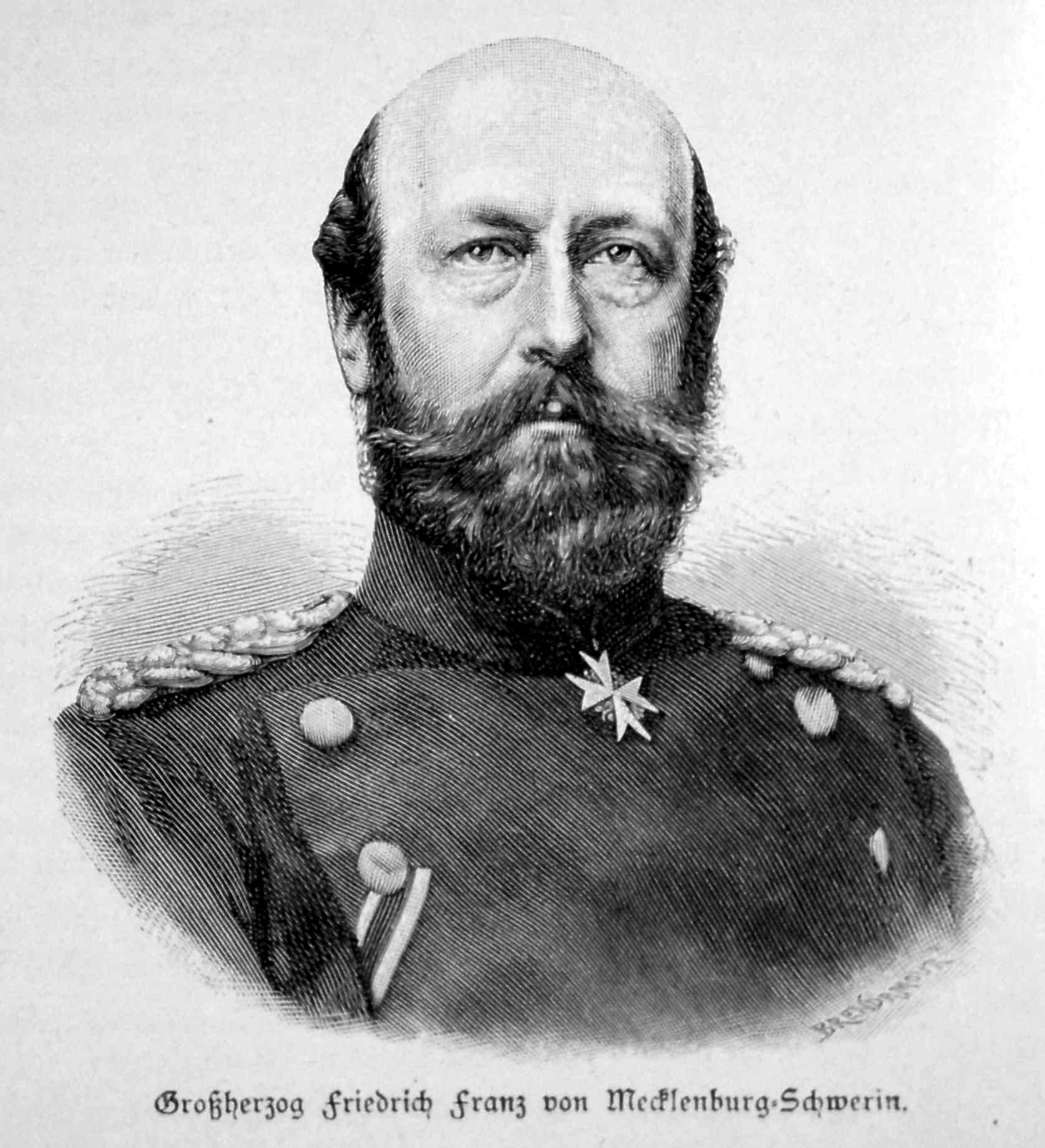
Wielki Książę z czasów wojny 1870/71
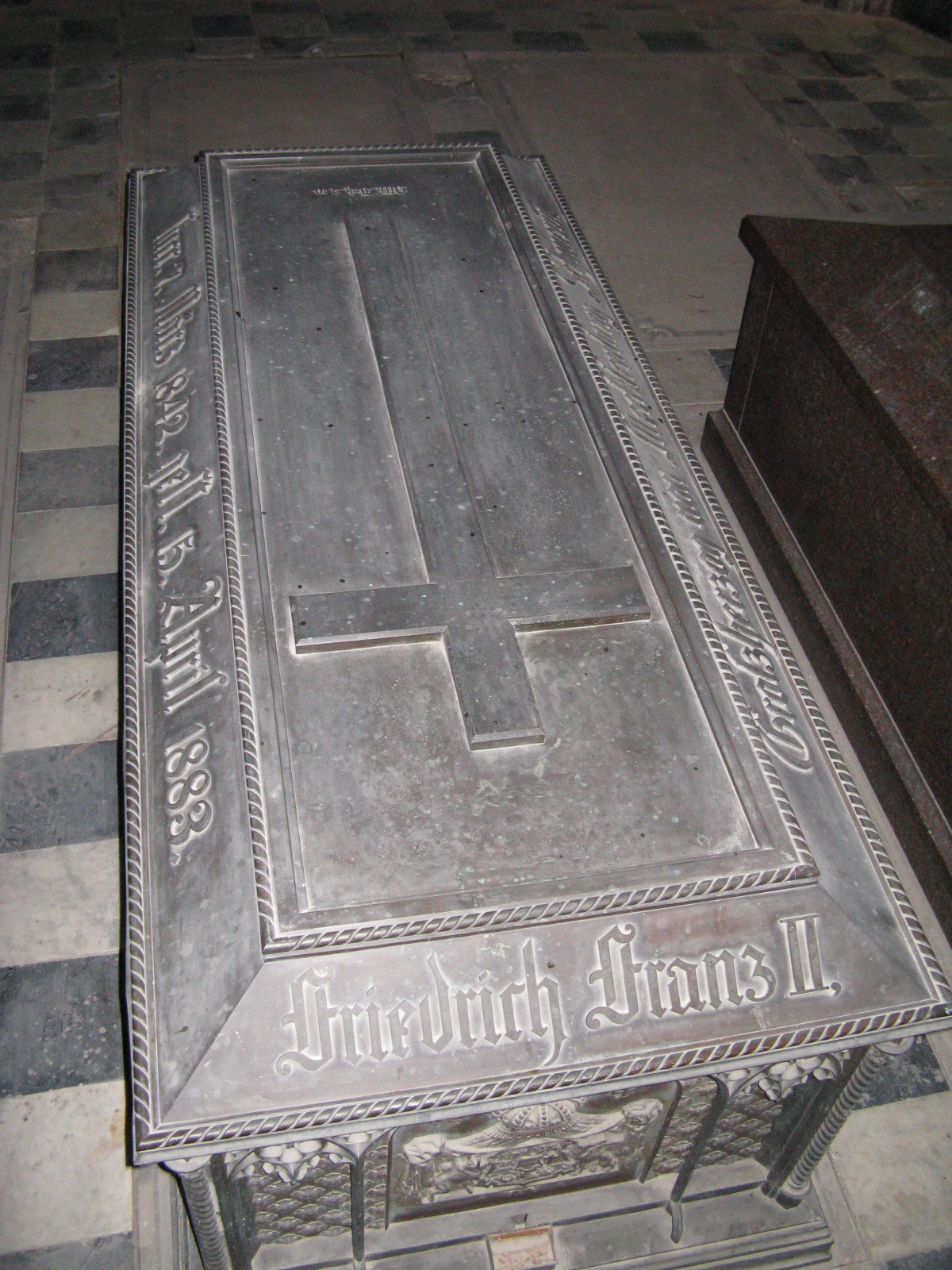
Trumna z prochami Wielkiego Księcia
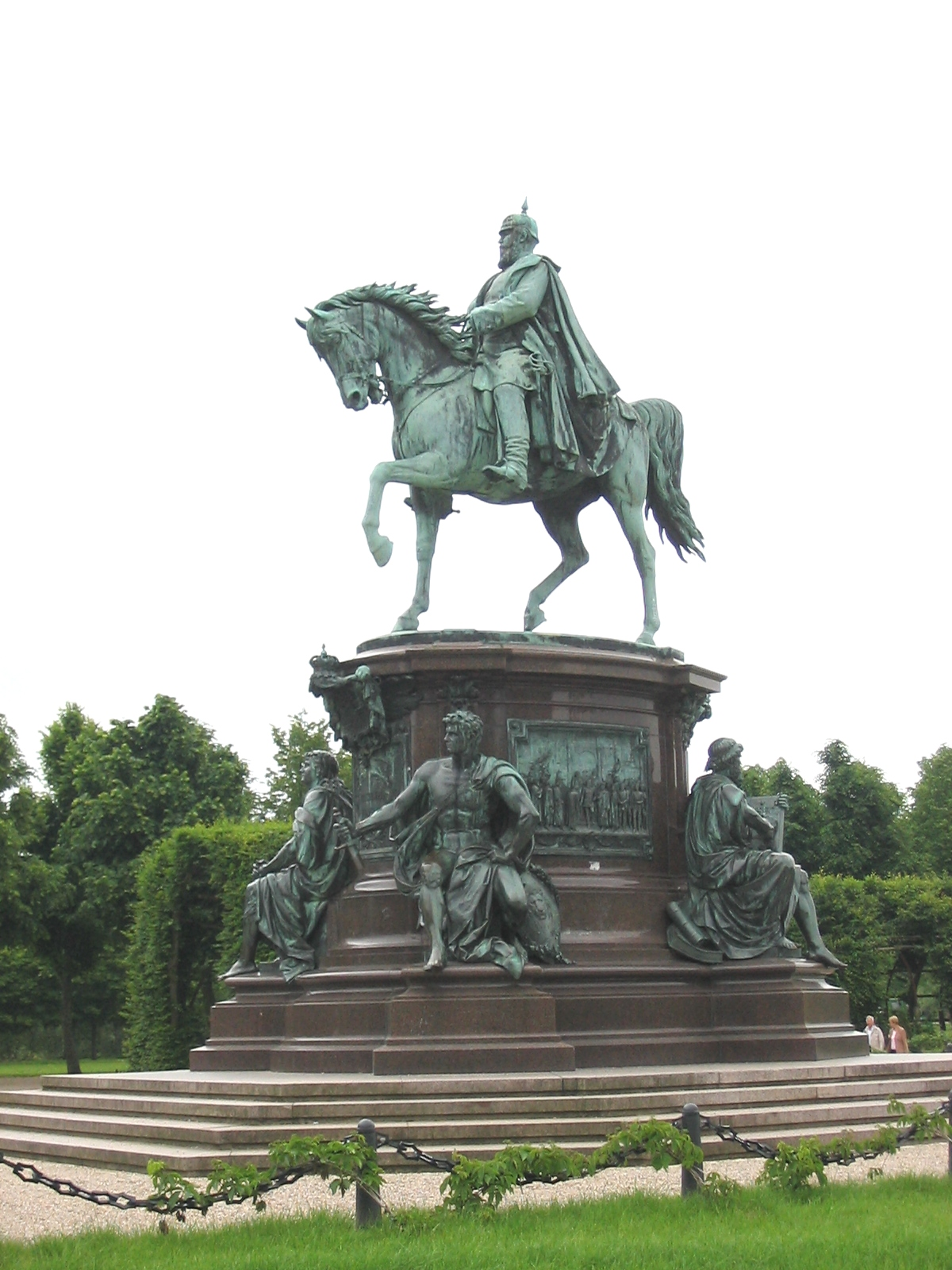
Pomnik w Schwerinie
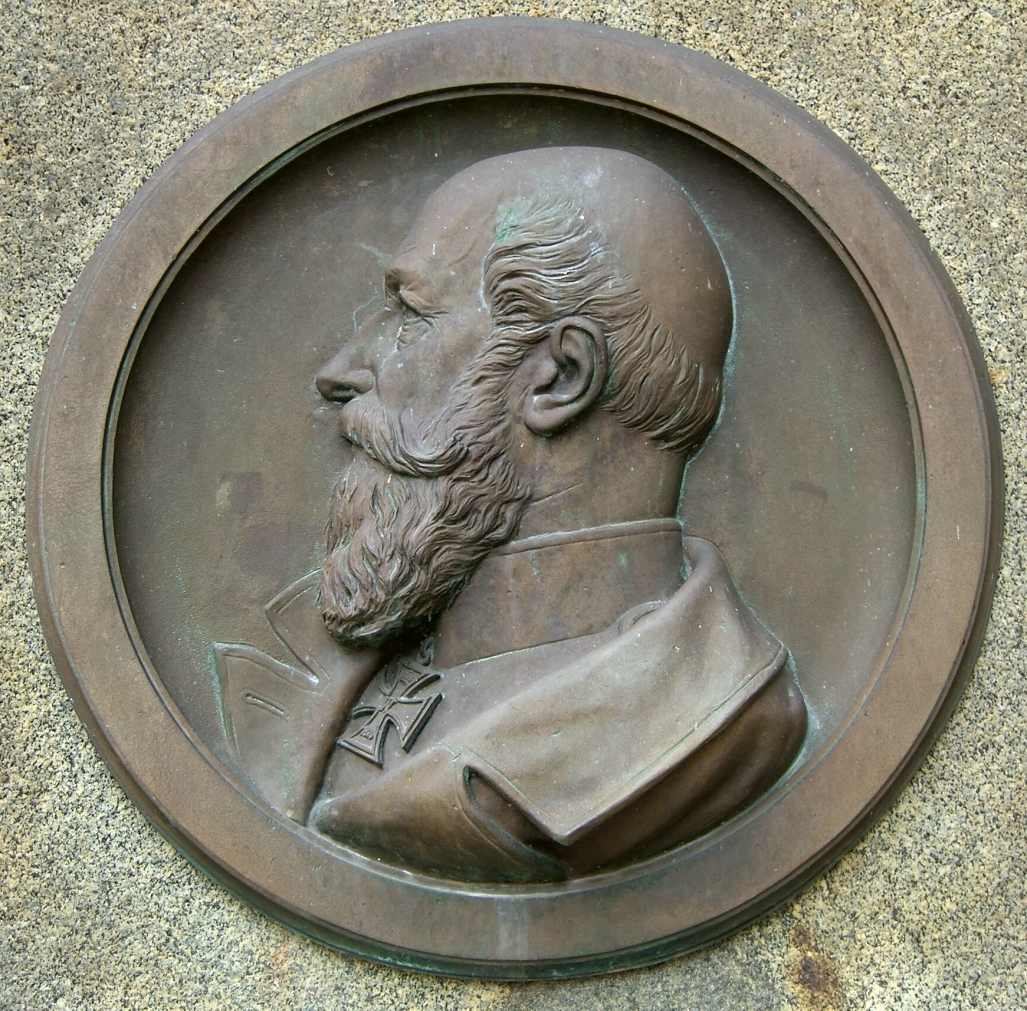
Relief na pomniku w Lübz
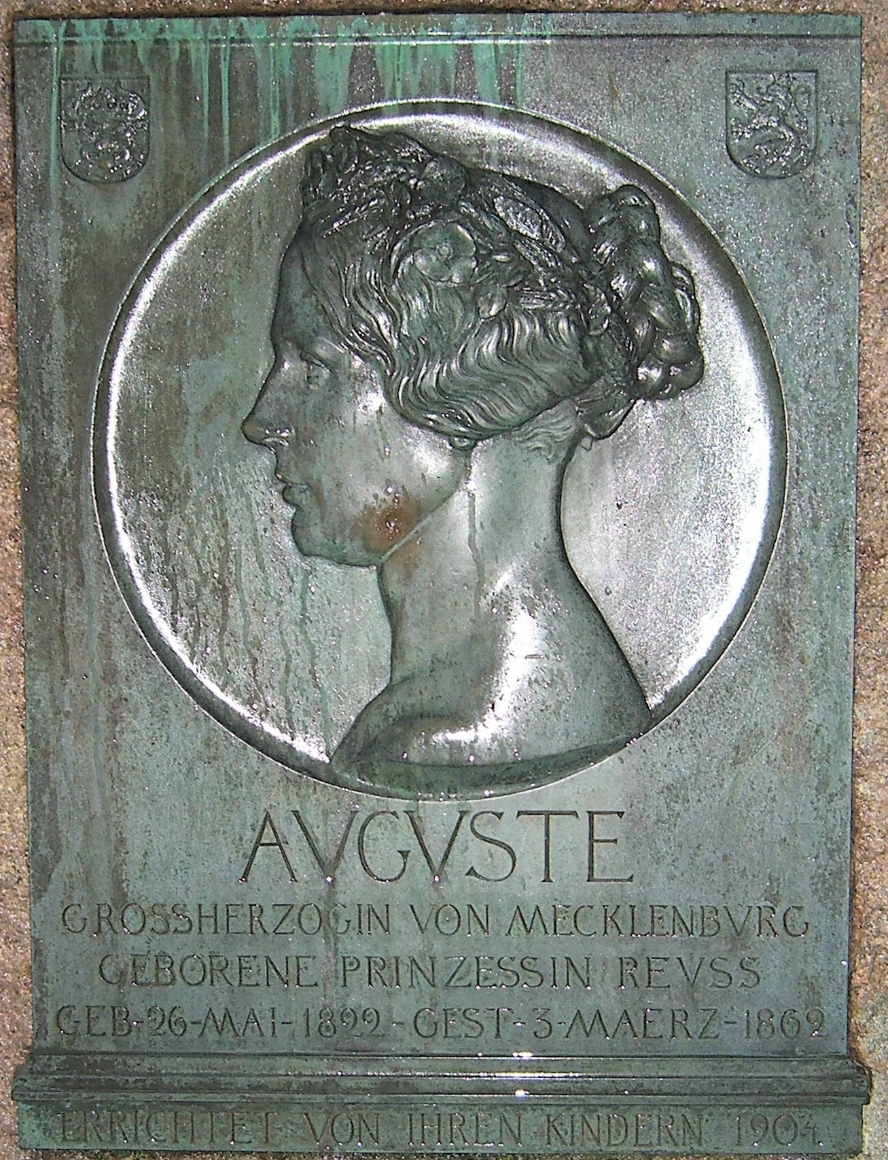
żona Augusta
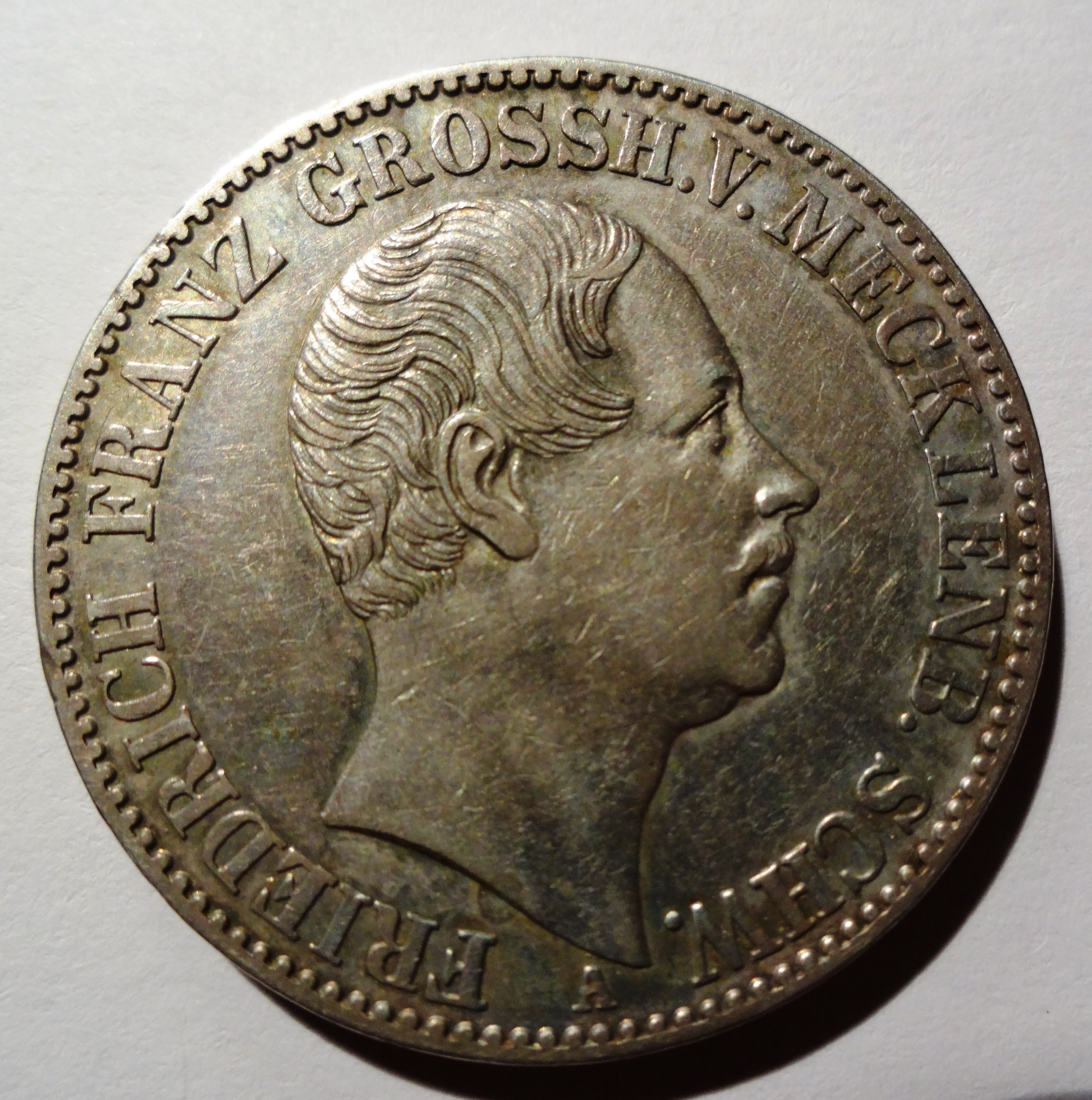
Moneta z wizerunkiem Wielkiego Księcia z 1848
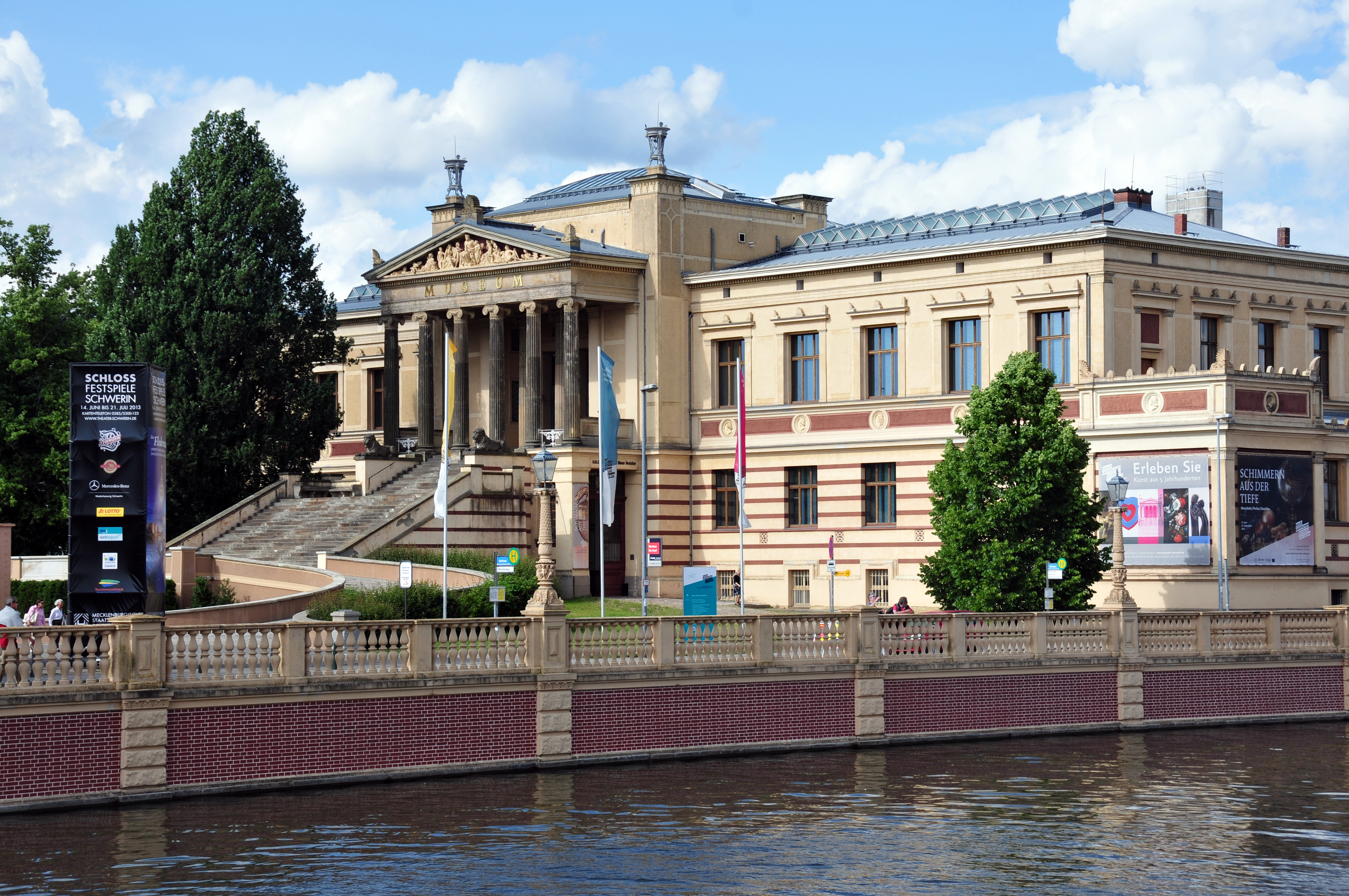
Muzeum w Schwerinie